# Robert Altman
Robert Bernard Altman (Kansas City, 20 febbraio 1925 – Los Angeles, 20 novembre 2006) è stato un regista e sceneggiatore statunitense.
Ha vinto i più importanti premi cinematografici internazionali: nel 1970 la Palma d'oro per M*A*S*H e nel 1992 il Prix de la mise en scène per I protagonisti al Festival di Cannes; nel 1976 l'Orso d'oro per Buffalo Bill e gli indiani al Festival di Berlino e nel 1993 il Leone d'oro per America oggi alla Mostra internazionale d'arte cinematografica di Venezia.
Nel corso della carriera ha ricevuto sette candidature all'Oscar (cinque come miglior regista e due per il miglior film), rispettivamente per M*A*S*H, Nashville, I protagonisti, America oggi e Gosford Park. Nel 1996 gli è stato conferito il Leone d'oro alla carriera e nel 2006 l'Oscar alla carriera.

## Biografia
Nato a Kansas City (Missouri) da famiglia borghese, padre di antenati tedeschi e la madre di inglesi ed irlandesi, nonché discendente dai primi coloni arrivati in Nordamerica, fu istruito in una scuola di gesuiti, esperienza che però lo portò ad allontanarsi dal cattolicesimo e professarsi ateo. Frequentò l'accademia militare Wentworth a Lexington (Missouri), prima di arruolarsi nell'aeronautica come co-pilota di Consolidated B-24 Liberator.
I suoi primi lavori furono radiodrammi e sceneggiature scritti nel primo dopoguerra insieme all'amico George W. George. Nel 1948 la RKO acquistò la sceneggiatura di Squadra mobile '61 (Bodyguard), scritta da Altman in collaborazione con Richard Fleischer. Questo successo lo spinse a New York, dove tentò la carriera di scrittore, senza esito.

### I primi successi

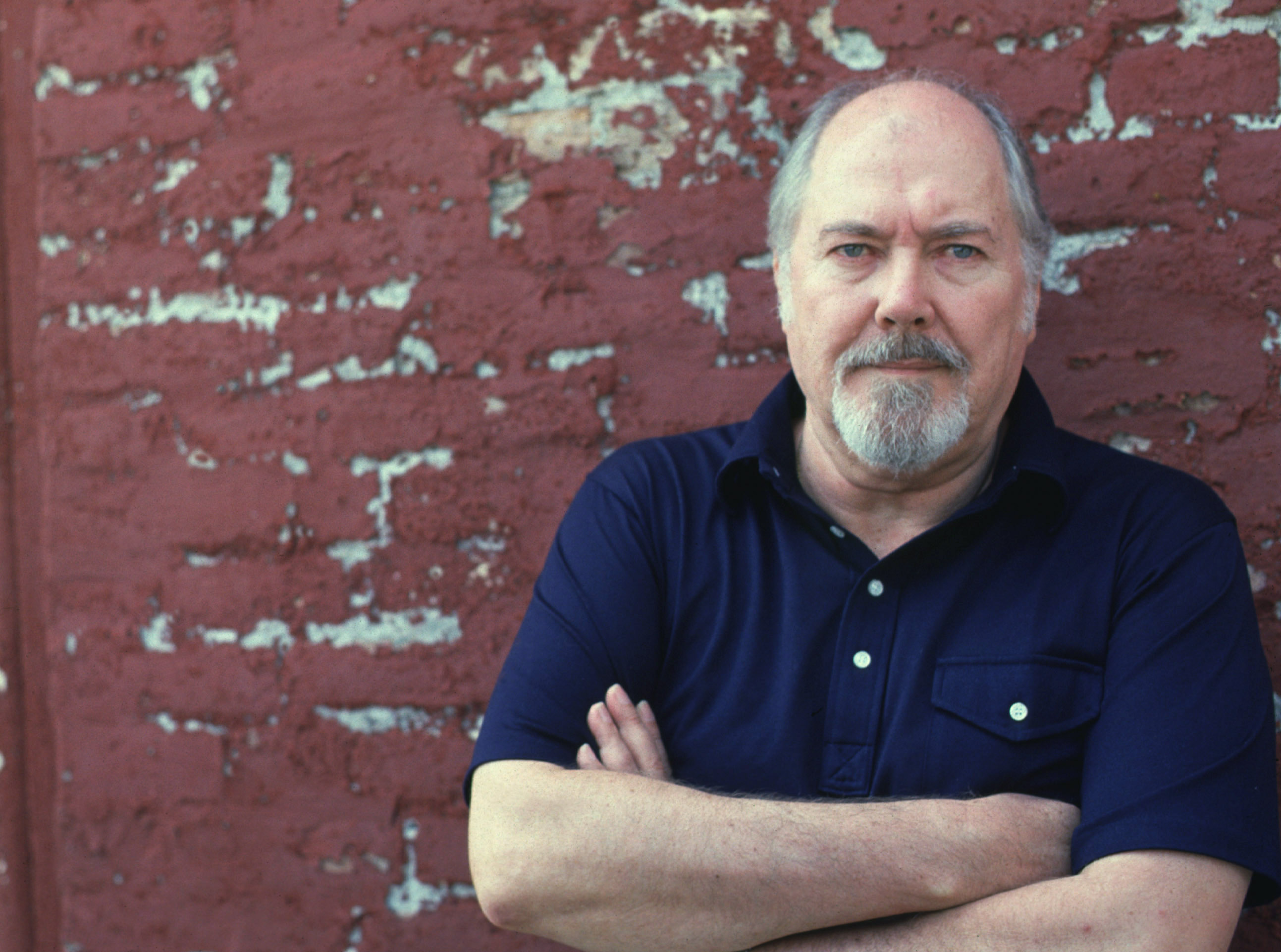
Robert Altman alla Mostra del cinema di Venezia del 1982

Ritornato a Kansas City, Altman trovò lavoro alla Calvin Company, per la quale girò, durante sei anni, una serie di documentari industriali, e fondò una propria compagnia, dopo aver ritentato senza successo nel 1950 la carriera hollywoodiana. Nel 1955 gli venne proposto il progetto di The Delinquents, che sceneggiò e diresse. Il film venne ritirato dallo stesso Altman, per nulla soddisfatto del risultato.
Arrivarono in quel periodo offerte per lavori televisivi. Alfred Hitchcock gli propose di dirigere episodi della sua serie Alfred Hitchcock presenta e questo gli procurò ingaggi anche nelle serie Bus Stop, Kombat, U.S. Marshal, The Crisis, Bonanza. Tuttavia il suo stile di regia finiva per scontrarsi di volta in volta con la produzione, causando sistematici licenziamenti. Le cause di discordia erano quelle che lo resero famoso: il fatto che Altman cambiasse continuamente le battute, l'overlapping, o le battute anticonformiste e dissacranti nei confronti di esercito, religione e istituzioni.
Nel 1956 l'amico George gli propose un progetto autofinanziato per un documentario su James Dean, morto l'anno prima. Il risultato fu un fiasco, nonostante la distribuzione da parte della Warner e l'impegno dei due nella realizzazione. Altman ottenne fama internazionale nel 1970 con M*A*S*H, grazie al quale si aggiudicò la Palma d'oro al Festival di Cannes. A questo fece seguito nel 1975 Nashville, un altro successo di pubblico. In quattro anni produsse sei film per diverse case di produzione (Warner Bros., MGM, United Artists): Anche gli uccelli uccidono, I compari, Images, Il lungo addio, Gang, California Poker. Sebbene il livello qualitativo dei progetti fosse mediamente molto alto, essi risultarono troppo ostici per il pubblico: anche il progetto più riuscito, Il lungo addio, fu un insuccesso nelle sale.

### L'esperienza teatrale
La scarsa popolarità nelle sale rese difficile ad Altman trovare produttori: negli anni ottanta, quindi, si dedicò a produzioni teatrali a basso costo. Nonostante ciò, egli non serbò rancore nei confronti delle Major e dichiarò che semplicemente avevano interessi diversi dai suoi. Tuttavia il teatro non era il mezzo con cui si esprimeva meglio, in quanto la sua regia si affidava molto ai particolari ambigui nello svolgimento delle trame, particolari a cui era difficile dar risalto in teatro, data la distanza fra spettatori e palcoscenico. Altman trovò nel cinema su modello teatrale il connubio ideale tra le due arti, che si manifestò in Streamers, dove l'azione si svolge per tutta la durata all'interno di una camerata, o Secret Honor, dove si assiste ad un monologo di Richard Nixon.

### La rinascita e gli ultimi anni

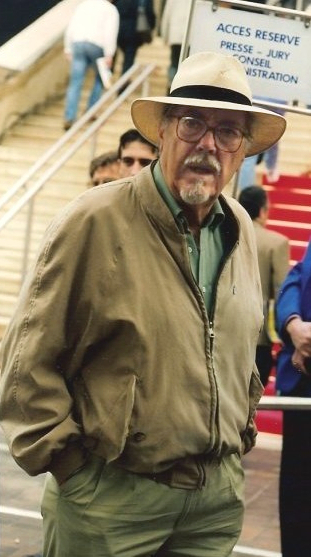
Robert Altman al festival di Cannes 1992.

Negli anni novanta Altman conobbe un nuovo periodo di notorietà, che lo vide dirigere pellicole di successo sia presso il pubblico che presso la critica, come I protagonisti, America oggi (Leone d'oro al Festival di Venezia), Gosford Park e il suo ultimo film Radio America.
Nei film di questo decennio Altman ritrovò lo spirito per la coralità di M*A*S*H e Nashville arricchito da più di vent'anni d'esperienza sul set, esperienza che rese possibile Gosford Park, un affresco della società aristocratica inglese nel periodo tra le due guerre mondiali, con quasi cinquanta interpreti in ruoli diversi. America Oggi delineava invece un affresco dell'America anni novanta in pieno boom economico. La fortuna di Cookie si presentava come un ironico e affettuoso ritratto di una cittadina del sud degli Stati Uniti e
Radio America, dopo trentun anni riproponeva, attualizzandola, una nuova Nashville. Epilogo e sintesi agrodolce della sua carriera, chiudeva il sipario con la sua solita euforia melanconica, sempre pronta ad affrontare l'imprevisto senza esitazioni.
Il 21 marzo 2006 ricevette l'Oscar alla carriera: in tale occasione rivelò di essere stato sottoposto, una decina d'anni prima, a trapianto di cuore. Morì il 20 novembre 2006, all'età di 81 anni, per complicazioni derivanti da una forma di leucemia.

## Filmografia

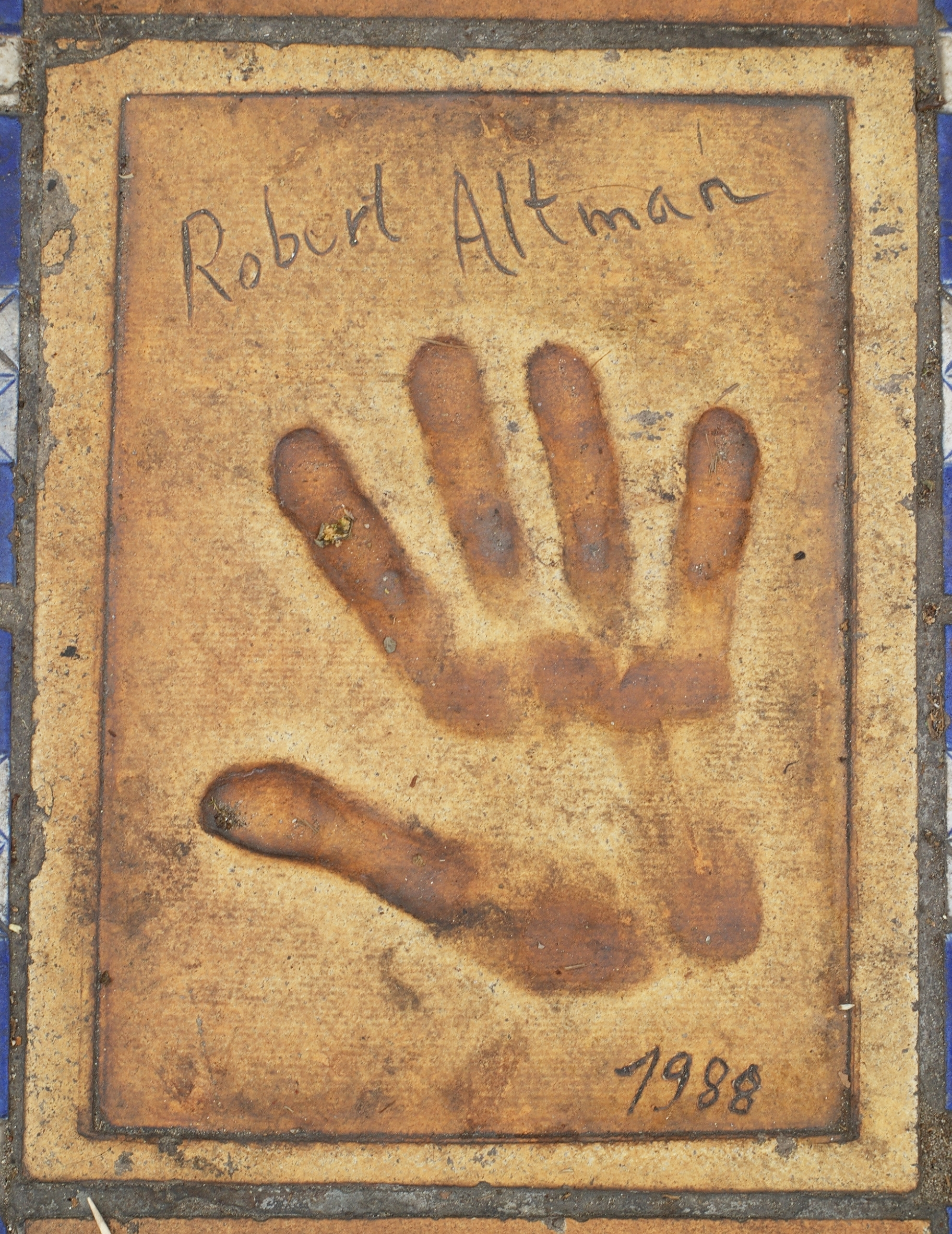
Impronta e autografo di Robert Altman sul marciapiede del Palais des Festivals a Cannes.

### Regista

#### Cinema
- La storia di James Dean (The James Dean Story) – documentario (1957)
- The Delinquents (1957)
- Conto alla rovescia (Countdown) (1967)
- Quel freddo giorno nel parco (That Cold Day in the Park) (1969)
- M*A*S*H (1970)
- Anche gli uccelli uccidono (Brewster McCloud) (1970)
- I compari (McCabe & Mrs. Miller) (1971)
- Images (1972)
- Il lungo addio (The Long Goodbye) (1973)
- Gang (Thieves Like Us) (1974)
- California Poker (California Split) (1974)
- Nashville (1975)
- Buffalo Bill e gli indiani (Buffalo Bill and the Indians, or Sitting Bull's History Lesson) (1976)
- Tre donne (Three Women) (1977)
- Un matrimonio (A Wedding) (1978)
- Quintet (1979)
- Una coppia perfetta (A Perfect Couple) (1979)
- Health (1980)
- Popeye - Braccio di Ferro (Popeye) (1980)
- Jimmy Dean, Jimmy Dean (Come Back to the «5 and Dime», Jimmy Dean, Jimmy Dean) (1982)
- Streamers (1983)
- Secret Honor (1984)
- Follia d'amore (Fool for Love) (1985)
- Non giocate con il cactus (O.C. and Stiggs) (1985)
- Terapia di gruppo (Beyond Therapy) (1987)
- Vincent & Theo (1990)
- I protagonisti (The Player) (1992)
- America oggi (Short Cuts) (1993)
- Prêt-à-Porter (1994)
- Kansas City (1996)
- Conflitto d'interessi (The Gingerbread Man) (1998)
- La fortuna di Cookie (Cookie's Fortune) (1999)
- Il dottor T & le donne (Dr. T & the Women) (2000)
- Gosford Park (2001)
- The Company (2003)
- Radio America (A Prairie Home Companion) (2006)

#### Televisione
- The Pulse of the City – serie TV (1953)
- Sheriff of Cochise – serie TV (1958)
- Alfred Hitchcock presenta (Alfred Hitchcock Presents) – serie TV, episodi 3x9-3x15 (1957-1958)
- M Squad – serie TV, episodi 1x21 (1958)
- Whirlybirds – serie TV, 20 episodi (1958-1959)
- Hawaiian Eye – serie TV, episodi 1x8 (1959)
- The Millionaire – serie TV, 13 episodi (1958-1959)
- U.S. Marshal – serie TV, 15 episodi (1959-1960)
- Sugarfoot – serie TV, episodi 3x7-3x10 (1959-1960)
- The Gale Storm Show: Oh! Susanna – serie TV, episodi 4x25 (1960)
- Troubleshooters – serie TV, 14 episodi (1959-1960)
- Bronco – serie TV, episodi 3x1 (1960)
- Maverick – serie TV, episodi 4x11 (1960)
- Lawman – serie TV, episodi 3x16 (1961)
- Surfside 6 – serie TV, episodi 1x18 (1961)
- Peter Gunn – serie TV, episodi 3x28 (1961)
- The Roaring 20's – serie TV, 9 episodi (1960-1961)
- Bonanza – serie TV, 8 episodi (1960-1961)
- Route 66 – serie TV, episodi 2x10 (1961)
- Bus Stop – serie TV, 8 episodi (1961-1962)
- Lotta senza quartiere (Cain's Hundred) – serie TV, episodi 1x29 (1962)
- Kraft Mystery Theater – serie TV, episodi 2x1-2x2-2x8 (1962)
- The Gallant Men – serie TV, episodi 1x1 (1962)
- Combat! – serie TV, 10 episodi (1962-1963)
- The Crisis (Kraft Suspense Theatre) – serie TV, episodi 1x8-1x9-1x21 (1963-1964)
- Nightmare in Chicago – film TV (1964)
- The Long, Hot Summer – serie TV, episodi 1x0 (1965)
- Premiere – serie TV, episodi 1x3 (1965)
- Saturday Night Live – serie TV, episodi 2x16 (1977)
- Rattlesnake in a Cooler – film TV (1982)
- Precious Blood – film TV (1982)
- The Laundromat – film TV (1985)
- Basements – film TV (1987)
- The Caine Mutiny Court-Martial – film TV (1988)
- Tanner '88 – serie TV, 11 episodi (1988)
- Great Performances – serie TV, episodi 21x11-21x17-25x13 (1993-1997)
- Gun – serie TV, episodi 1x4 (1997)
- Killer App – film TV (1998)
- Tanner on Tanner – serie TV, 4 episodi (2004)

### Sceneggiatore
- Squadra mobile 61 (Bodyguard) (1948)
- The Delinquents (1955)
- I compari (McCabe & Mrs. Miller) (1971)
- Images (1972)
- Gang (Thieves Like Us) (1973)
- Buffalo Bill e gli indiani (Buffalo Bill and the Indians, or Sitting Bull's History Lesson) (1976)
- Tre donne (Three Women) (1977)
- Un matrimonio (A Wedding) (1978)
- Quintet (1979)
- Una coppia perfetta (A Perfect Couple) (1979)
- Health (1980)
- Terapia di gruppo (Beyond Therapy) (1987)
- Les Boreades, episodio di Aria (1987)
- America oggi (Short Cuts) (1993)
- Prêt-à-Porter (1994)
- Kansas City (1996)

## Riconoscimenti
- Premio Oscar
  - 1971 – Candidatura al miglior regista per M*A*S*H
  - 1976 – Candidatura al miglior film per Nashville
  - 1976 – Candidatura al miglior regista per Nashville
  - 1993 – Candidatura al miglior regista per I protagonisti
  - 1994 – Candidatura al miglior regista per America oggi
  - 2002 – Candidatura al miglior film per Gosford Park
  - 2002 – Candidatura al miglior regista per Gosford Park
  - 2006 – Oscar alla carriera

- Golden Globe
  - 1970 – Candidatura Miglior regista per M*A*S*H
  - 1975 – Candidatura Miglior film drammatico per Nashville
  - 1975 – Candidatura Miglior regista per Nashville
  - 1992 – Miglior film commedia o musicale per I protagonisti
  - 1992 – Candidatura Miglior regista per I protagonisti
  - 1993 – Candidatura Migliore sceneggiatura per America oggi
  - 2001 – Candidatura Miglior film commedia o musicale per Gosford Park
  - 2001 – Miglior regista per Gosford Park

- Premio BAFTA
  - 1979 – Candidatura Miglior regista per Un matrimonio
  - 1992 – Miglior regista per I protagonisti
  - 2001 – Miglior film britannico per Gosford Park
  - 2001 – Candidatura Miglior regista per Gosford Park

- Mostra Internazionale d'Arte Cinematografica di Venezia
  - 1993 – Leone d'oro al miglior film per America oggi
  - 1996 – Leone d'oro alla carriera

- Festival di Cannes
  - 1970 – Palma d'oro per M*A*S*H
  - 1992 – Prix de la mise en scène per I protagonisti

- Festival di Berlino
  - 1976 – Orso d'oro per Buffalo Bill e gli indiani

- Primetime Emmy Awards
  - 1989 – Migliore regia di una serie drammatica - Tanner '88, episodio The Boiler Room